# Zlatý míč 1984
Zlatý míč, cenu pro nejlepšího fotbalistu Evropy dle mezinárodního panelu sportovních novinářů, v roce 1984 získal francouzský fotbalista Michel Platini z Juventusu Turín. Šlo o 29. ročník ankety, organizoval ho časopis France Football a výsledky určili sportovní publicisté z 26 zemí Evropy.

## Pořadí
| Pořadí | Jméno                 | Klub                         | Země            | Body |
| ------ | --------------------- | ---------------------------- | --------------- | ---- |
| 1      | Michel Platini        | Juventus                     | Francie         | 128  |
| 2      | Jean Tigana           | Bordeaux                     | Francie         | 57   |
| 3      | Preben Elkjær Larsen  | KSC Lokeren Hellas Verona    | Dánsko          | 48   |
| 4      | Ian Rush              | Liverpool                    | Wales           | 44   |
| 5      | Fernando Chalana      | Benfica Bordeaux             | Portugalsko     | 18   |
| 6      | Graeme Souness        | Liverpool Sampdoria          | Skotsko         | 16   |
| 7      | Harald Schumacher     | 1. FC Köln                   | Západní Německo | 12   |
| 8      | Karl-Heinz Rummenigge | Bayern Mnichov Inter Milán   | Západní Německo | 10   |
| 9      | Alain Giresse         | Bordeaux                     | Francie         | 9    |
| 10     | Bryan Robson          | Manchester United            | Anglie          | 7    |
| 11     | Bernd Schuster        | FC Barcelona                 | Západní Německo | 6    |
| 12     | Maxime Bossis         | Nantes                       | Francie         | 5    |
| 12     | Enzo Scifo            | Anderlecht                   | Belgie          | 5    |
| 14     | Klaus Allofs          | 1. FC Köln                   | Západní Německo | 3    |
| 14     | Hans-Peter Briegel    | Kaiserslautern Hellas Verona | Západní Německo | 3    |
| 14     | Antonio Cabrini       | Juventus                     | Itálie          | 3    |
| 14     | Rui Jordão            | Sporting Lisabon             | Portugalsko     | 3    |
| 18     | Jesper Olsen          | Ajax Manchester United       | Dánsko          | 2    |
| 18     | Morten Olsen          | Anderlecht                   | Dánsko          | 2    |
| 18     | Paul McStay           | Celtic                       | Skotsko         | 2    |
| 18     | Gordon Strachan       | Aberdeen Manchester United   | Skotsko         | 2    |
| 22     | Rinat Dasajev         | Spartak Moskva               | Sovětský svaz   | 1    |
| 22     | Mark Hateley          | Portsmouth AC Milán          | Anglie          | 1    |
| 22     | Silviu Lung           | Universitatea Craiova        | Rumunsko        | 1    |
| 22     | Antonio Maceda        | Sporting Gijón               | Španělsko       | 1    |
| 22     | Torbjörn Nilsson      | Kaiserslautern IFK Göteborg  | Švédsko         | 1    |